# أبو طويل
أبو طويل قرية سوريّة  تتبع إداريّاً لمحافظة حلب منطقة منبج ناحية أبو كهف، بلغ تعداد سكانها 395 نسمة حسب التعداد السكاني لعام 2004.